# Psychotria greenwelliae
Psychotria greenwelliae är en måreväxtart som beskrevs av Francis Raymond Fosberg. Psychotria greenwelliae ingår i släktet Psychotria och familjen måreväxter. Inga underarter finns listade i Catalogue of Life.